# Соул, Мики Ли
Мики Ли Соул (англ. Mickey Lee Soule; род. 6 июня 1946, Кортленд) — американский клавишник и композитор.

## Биография
Родился 6 июня 1946 года в США, в городке Кортленд одноимённого округа штата Нью-Йорк.
Играл в различных группах начиная с середины 1960-х, до тех пор пока не был призван в армию. После демобилизации присоединился к группе The Elves, возглавляемой Ронни Джеймсом Дио, с которым Соул был знаком по Кортленду. Это произошло после того как группа, выехав на концерт, попала в аварию. Гитарист Ник Пантас тогда погиб, Ронни наложили на голову около 150 швов. Клавишник Дуг Тэйлер надолго оказался в больнице. Для того, чтобы заменить на время лечения и был нанят Мики. Мики хорошо играл, к тому же успел со всеми подружиться, и его попросили остаться. Тейлер по возвращении стал играть на гитаре. Название было изменено на Elf.
В 1972 году произошло знакомство музыкантов группы с Роджером Гловером и Иэном Пейсом, которые станут продюсерами первой пластинки группы Elf. Роджер Гловер так описывает свои впечатления о группе: «Мы с Пейсом впервые увидели их в Нью-Йорке. Они звучали разнуздано и восхитительно. Ронни был лучшим вокалистом из всех, которых я когда-либо слышал и с кем я ранее работал. Необычный аккомпанемент Мики на пианино делал музыку совсем необычной. У них было основательное авторское партнёрство».
В 1974 году группа "Elf" выступала в первом отделении перед "Deep Purple". Именно тогда Ричи Блэкмор, уже во многом потерявший интерес к "Deep Purple", сдружился с музыкантами группы "Elf". Именно из музыкантов этой группы (за исключением гитариста) Блэкмор годом позже сформировал свою группу "Ritchie Blackmore’s Rainbow".
В том же 1974 году Соул и Дио в числе многих приглашённых музыкантов приняли участие в записи альбома Роджера Гловера The Butterfly Ball.
В феврале 1975 года записывался третий альбом группы "Elf" "Trying Тo Burn the Sun". За ходом этих записей уже наблюдал Ричи Блэкмор.
Вскоре "Ritchie Blackmore’s Rainbow" приступили к записи дебютного альбома. Блэкмор остался недоволен пластинкой, и решил обновить состав группы как альбом увидел свет, Грабер, а затем Дрискол и Соул покинули группу. Мики Ли Соул описывает это так: «Мы переехали в Малибу, так как там жил Ричи, и начали репетировать. Но он сразу же захотел поменять бас-гитариста. Причина этого решения лежала не в музыкальной плоскости, это была прихоть Ричи, что-то личное. Мы ещё немного порепетировали, потом Ричи захотел сменить барабанщика. Дрискол был моим лучшим другом, мы много пережили вместе, к тому же он был классным ударником. Его стиль был в большей мере ориентирован на американский ритм-энд-блюз, а Ричи такая манера не нравилась. Так что я был очень разочарован его решением, и это было одной из причин, побудивших меня уйти из группы».
Никаких концертных записей "Rainbow" первого состава скорее всего не сохранилось, так как изменения состава произошли до первого крупномасштабного турне группы.
После ухода из "Rainbow", Соул присоединился к группе "Ian Gillan Band", с которой отыграл только одно турне.
Далее Соул вернулся Нью-Йорк и зарабатывал на жизнь игрой на клавишных. Позже стал работать в "Deep Purple", настраивая инструменты Джона Лорда перед выступлениями (его имя отмечено на альбоме "Live at the Olympia '96").
В 2002 году участвовал в записи альбома Роджера Гловера «Snapshot». 

## Дискография
Elf
- 1972 — Elf
- 1974 — Carolina County Ball
- 1975 — Trying to Burn the Sun

Ritchie Blackmore’s Rainbow
- 1975 — Ritchie Blackmore’s Rainbow

Ian Gillan Band
- 2003 — Rarities 1975—1977

Иное
- 1974 — Roger Glover: Butterfly Ball and Grasshopper’s Feast
- 1978 — Roger Glover: Elements
- 1982 — Eddie Hardin: Circumstantial Evidence
- 1990 — A’LA Rock: Indulge
- 2000 — Deep Purple: Live at the Albert Hall
- 2002 — Roger Glover: Snapshot
- 2006 — Ian Gillan: Gillan’s Inn